# Кенигзмакер
Кенигзмакер (немачки Kœnigsmacker) је насеље и општина у Француској у региону Лорена, у департману Мозел.
По подацима из 2011. године у општини је живело 2118 становника, а густина насељености је износила 115,11 становника/km².

## Демографија
| 1962. | 1968. | 1975. | 1982. | 1990. | 2011. |
| ----- | ----- | ----- | ----- | ----- | ----- |
| 1.531 | 1.439 | 1.556 | 1.603 | 1.722 | 2.118 |